# Besleria emendata
Besleria emendata är en tvåhjärtbladig växtart som beskrevs av Conrad Vernon Morton. Besleria emendata ingår i släktet Besleria och familjen Gesneriaceae. Inga underarter finns listade i Catalogue of Life.